# Савинцев, Игорь Григорьевич
Игорь Григорьевич Савинцев (род. 18 октября 1952, Барнаул) — глава администрации Барнаула в 2010—2015 годах.

## Биография
Игорь Савинцев родился 18 октября 1952 года в административном центре Алтайского края городе Барнауле. 
После окончания 24 школы поступил в Алтайский политехнический институт, который успешно окончил в 1978 году по специальности инженер-строитель-технолог. 
По окончании вуза, с 1978 по 1982 год работал прорабом в ОПХ «Западно-Сибирское», затем в 1982—1984 годах — на руководящей должностях в РСУ-3 Барнаульского ремонтно-строительного треста объединения «Алтайремстрой». В 1984 году Игорь Савинцев занимал пост заместителя председателя Октябрьского райисполкома, а в 1987 году становится начальником производственного строительного объединения «Алтайгражданстрой».
В 1992 году Савинцев окончил Академию народного хозяйства при Правительстве Российской Федерации и получил диплом «менеджера высшей квалификации». 
В 1990-х годах он занимался бизнесом, в частности, руководил барнаульским отделением московского представительства фирмы «НИССО БОЭКИ Ко., ЛТД». В 1998—2004 годах работает в должность генерального директора Алтайского краевого государственного унитарного предприятия «Концерн Алтайресурсы». 2004—2006 годах Игорь Савинцев вновь возвращается на прежнее место работы в «НИССО БОЭКИ КО., ЛТД», где занимает должность руководителя филиала.
С мая 2006 года Игорь Савинцев занимал должность председателя комитета по управлению муниципальной собственностью Барнаула. Тогда же был назначен заместителем главы администрации Барнаула, а в 2008 году — первым заместителем главы по градостроительству и земельно-имущественному комплексу.
27 августа 2010 года, после отстранения от должности мэра Барнаула Владимира Колганова, депутаты городской Думы наделили И. Г. Савинцева полномочиями исполняющего обязанности главы города. Через несколько месяцев (22 декабря 2010 года) депутаты избрали Савинцева главой администрации города.
В октябре 2012 года участвовал в выборах депутатов Городской думы в качестве кандидата от партии «Единая Россия». Впоследствии отказался от мандата, а 7 ноября того же года досрочно сложил себя полномочия главы администрации Барнаула. В декабре 2012 года с ним был заключён новый контракт сроком на 5 лет.

### Уголовное дело
В 2015 году против Игоря Савинцева было возбуждено уголовное дело по факту злоупотребления должностными полномочиями. По версии Следственного комитета РФ, с ноября 2010 по июнь 2011 года Савинцев подписал постановления о предоставлении по заниженной стоимости земельных участков, принадлежащих муниципалитету, двум обществам с ограниченной ответственностью, аффилированным членам его семьи. Следователи уверены, что этими действиями Барнаулу был причинён имущественный ущерб в размере более 11 миллионов рублей. 11 августа 2015 года Савинцев подал заявление об отставке «по состоянию здоровья».
24 марта 2017 года Савинцева признали виновным в превышении должностных полномочий и покушении на растрату. Суд Центрального районного суда Барнаула приговорил его к четырем годам условно. Было установлено, что с 2009 по 2015 годы Савинцев незаконно выделил в аренду себе и своим сыновьям несколько земельных участков общей стоимостью более 60 миллионов рублей.